# Tonneau (Automobilbauart)

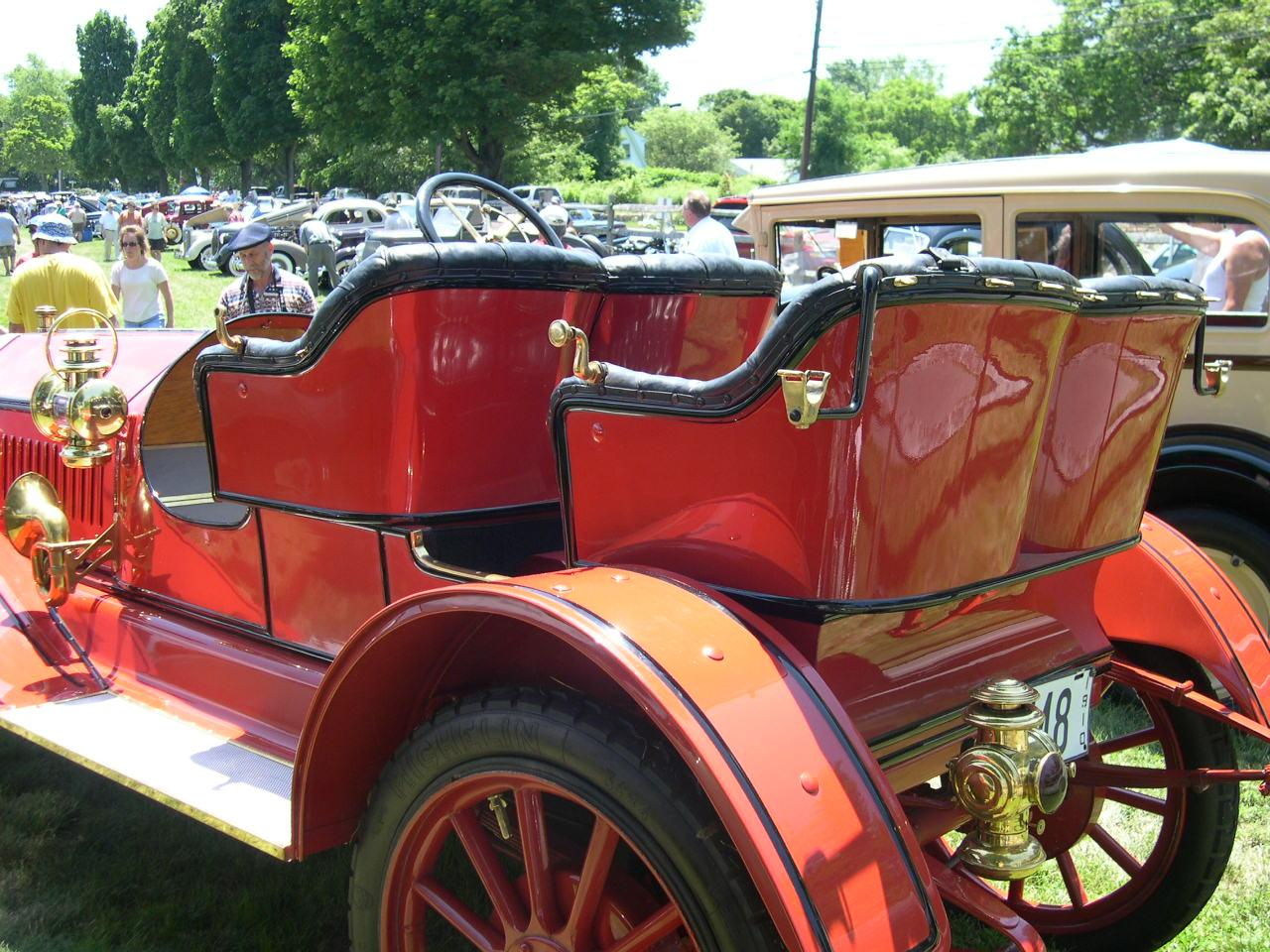
Buick Tonneau (1910)

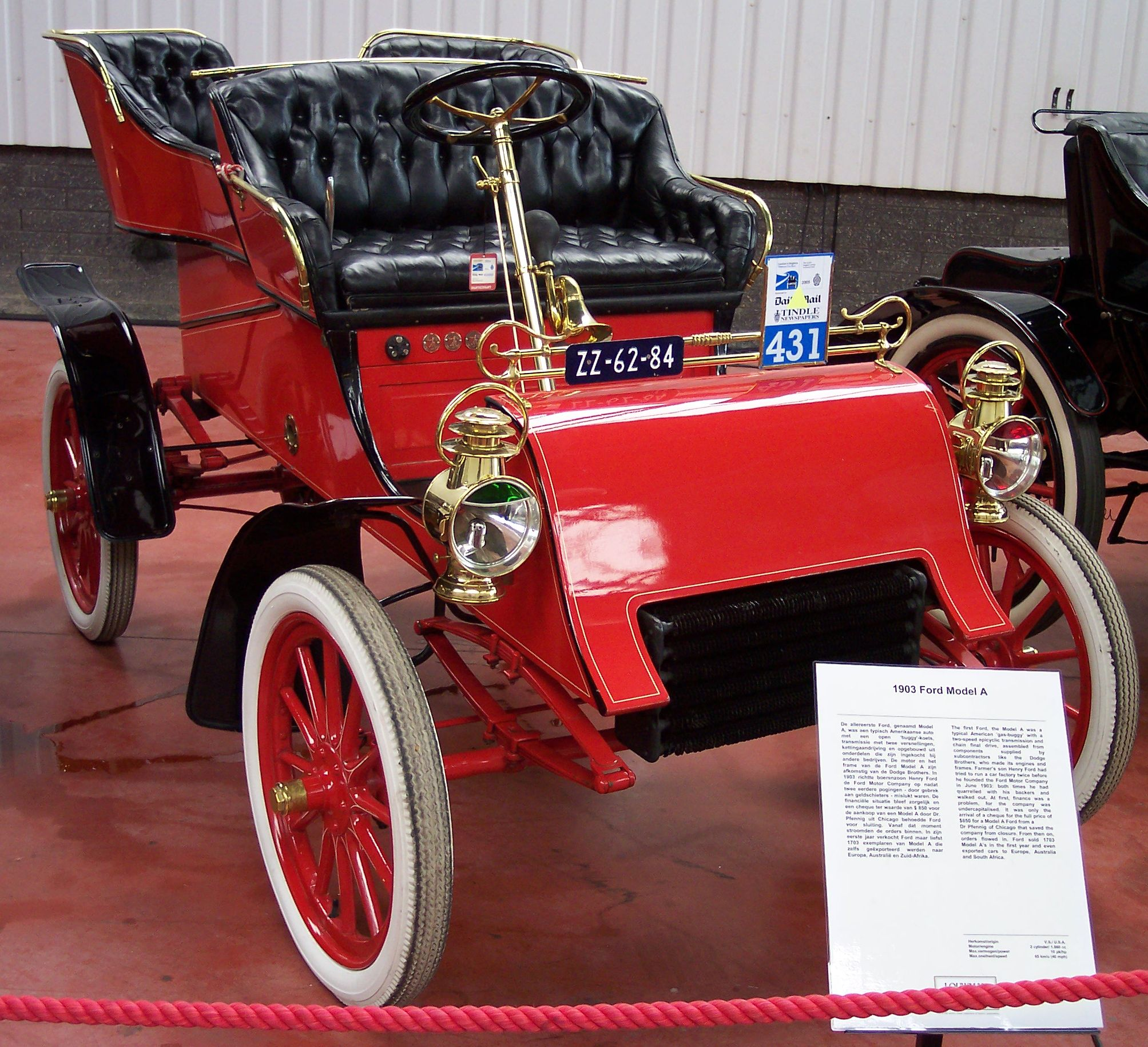
Ford Modell A Tonneau mit Heckeinstieg (1903)

Ein Tonneau ist ein offener Passagieraufbau auf einem Automobil aus dem Anfang des 20. Jahrhunderts und im weiteren Sinne auch eine Automobilbauart, die solch einen Aufbau trägt. Typisch sind die tonnenförmigen Abrundungen der hinteren Sitzlehnen, deren Form das französische Wort für Fass oder Behälter beschreibt. Die Passagiere auf den Rücksitzen saßen leicht einander zugewandt. Die meisten Tonneau-Aufbauten waren fest mit dem Auto verbunden, manche konnten aber auch abgenommen werden, wie z. B. beim Crestmobile. Frühe Tonneaus hatten eine hintere Mitteltür zum Einsteigen, aber in Verbindung mit einem längeren Radstand kamen auch Tonneaus mit ein oder zwei seitlichen Türen auf. Den ersten Tonneau mit Seiteneinstieg baute Peerless, und bald zogen andere Hersteller nach. Dies führte zur Entwicklung der moderneren Limousinen, wobei Cadillac 1910 den ersten Wagen mit geschlossenem, viertürigem Aufbau fertigte.

## Im Englischen
Im englischen Sprachraum bezeichnet der Begriff Tonneau oder Tonneau Cover seit dem Zweiten Weltkrieg zusätzlich die Abdeckung einer Ladefläche hinter den vorderen Sitzen, z. B. bei einem Pick-up. Diese Abdeckung kann aus Segeltuch oder hartem Kunststoff bestehen.
Auch Leder- oder Kunstlederabdeckungen für den Beifahrersitz in Roadstern, wie im MGB, werden im Englischen Tonneau genannt.